# Zwei wie Pech und Schwefel
Zwei wie Pech und Schwefel ist eine spanisch-italienische Actionkomödie aus dem Jahr 1974. Regie führte Marcello Fondato, in den Hauptrollen sind Bud Spencer und Terence Hill zu sehen. Der Film ist eine Co-Produktion von Capital Films, Filmayer S.A. und Rizzoli Film S.p.a. im Verleih von Columbia Pictures.

## Handlung
Ben steht vor dem Schaufenster eines Autohauses und bewundert den Hauptpreis des bevorstehenden Rallycross-Rennens (einen roten Strandbuggy der Marke Puma mit gelbem Verdeck), an welchem er teilnimmt. Da fährt plötzlich sein alter Rivale Kid in seinem zum Wohnmobil umfunktionierten Bus vor und verpasst Bens Traum vom Sieg einen vorläufigen Dämpfer, da auch er um den Buggy mitfährt. Im Rennen kämpfen beide erbittert mit einem Ford Escort um den Sieg und zwingen sämtliche Konkurrenten, die ihnen im Weg sind, durch mehrere Zusammenstöße zur Aufgabe. Doch am Ende fahren sie exakt gleichzeitig über die Ziellinie und müssen sich ihren Gewinn teilen.
Der Buggy wird per LKW zu Bens kleiner Autowerkstatt, die er gemeinsam mit seinem alten Freund Jeremias betreibt, transportiert. Ben und Kid beschließen, im benachbarten Freizeitpark durch ein Wettessen mit Bier und Würstchen den alleinigen Besitzer des Buggys auszufechten. Doch da kommt ihnen der Schlägertrupp eines Gangsterbosses, genannt Der Boss, in die Quere. Dieser lässt das Restaurant des Freizeitparks verwüsten, um dessen Schließung und Abriss zu erzwingen und ein Hochhaus an dieser Stelle errichten zu lassen. Ben und Kid tragen ihr Wettessen zunächst in aller Ruhe weiter aus, bis es ihnen zu ungemütlich wird (Zitat Ben: „Ich finde, wir sollten gehen, es ist mir hier zu laut, ich kann nicht richtig kauen.“) und sie die Entscheidung in ein anderes Restaurant verlegen. Als sie den Parkplatz vor dem Freizeitpark verlassen wollen, wird der Buggy von einem Wagen der Schläger gerammt und geht in Flammen auf. Da sie sich in ihrem Wettstreit um den Buggy gestört sehen, wollen Ben und Kid vom Ganovenboss, der von einem Psychologen namens Der Doktor „beraten“ wird, den Buggy ersetzt bekommen. Sie mischen sich unter die Gäste einer Party des Bosses und stellen diesen schließlich zur Rede.
Der Boss ist nach massiver psychologischer Einflussnahme durch den Doktor nicht gewillt, den Buggy zu ersetzen. Er schickt den Anführer seiner Schläger, den finsteren Attila, los, um Ben und Kid das Handwerk zu legen. Als die beiden in Bens Rallycross-Wagen an einer kleinen Tankstelle vorbeifahren, steckt Attila das Auto in Brand und glaubt, er habe die beiden erledigt. Doch der Brand des Wagens kann in einer Waschanlage schnell wieder gelöscht werden. Am selben Abend will sich Attila mit zwei Damen aus seiner Bande im Freizeitpark vergnügen. Doch Ben und Kid machen ihn schnell vom Jäger zum Gejagten und schärfen ihm nach einer Prügelei in einer Sporthalle nochmals ein, am nächsten Mittag den Buggy ersetzt haben zu wollen.
Der Boss schickt seine Männer ohne Ersatzbuggy zu Bens Werkstatt, um die vermeintliche Lieferung auszuführen. Ben und Kid scheinen das „Geschenk“ zunächst anzunehmen, indem sie auf die Spielerei der Ganoven eingehen und sich bei ihnen bedanken. Der Boss hört währenddessen alles per Funk mit und sieht seinen Plan schon als aufgegangen. Doch schnell wird aus dem Zusammentreffen eine Motorrad-Verfolgungsjagd, in der Ben und Kid alle Schläger überwältigen und die beiden verbliebenen schließlich in einer Art „motorisiertem Tjost“ besiegen können. Der Boss und der Doktor geben sich allerdings noch immer nicht geschlagen.
Auf Anraten des Doktors setzt der Boss den Auftragskiller Paganini auf Ben und Kid an, um sie endgültig zum Schweigen zu bringen. Zunächst verfolgt er Kid bis in eine Konzerthalle, wo der Feuerwehrchor, in welchem Ben Mitglied ist, gerade probt. Kid mischt sich unter die Sänger und warnt Ben davor, dass Paganini ihnen gefolgt ist. Geschickt kann Ben mehrmals aus seiner Schusslinie entkommen, zum Entsetzen des Dirigenten des Chors. Am Schnürboden findet sich schließlich eine Gelegenheit für Paganini. Doch als er seinen Gewehrkoffer öffnet, befindet sich darin plötzlich eine Geige, und im nächsten Moment richtet Kid Paganinis eigenes Gewehr auf ihn und zwingt ihn, im Restaurant des Bosses als Violinist aufzutreten.
Schließlich hetzt der Boss seine Schläger auch noch auf Bens Kumpel Jeremias, der sich als ehemaliger Koch der Bande entpuppt. Ben findet Jeremias eines Nachts blutig geschlagen unter einem Auto in ihrer Werkstatt, was das Fass für ihn endgültig zum Überlaufen bringt. Gemeinsam mit Kid verwüstet er in seinem Rallycross-Wagen das Restaurant des Gangsterbosses und es kommt zu einer finalen Prügelei. Der Boss gibt auf und fährt am nächsten Tag mit seiner Bande, die von der Prügelei deutlich gezeichnet ist, zu Bens Werkstatt und stiftet Ben und Kid je einen neuen Buggy. Als beide mit ihren Buggys vor Freude wild über den Parkplatz des Freizeitparks fahren, wird Kid durch seine Freundin, die Seiltänzerin Liza, abgelenkt. Er schaut ihr wie gebannt hinterher, achtet nicht auf seinen Fahrweg und kollidiert mit Bens Buggy. Dieser geht durch den Zusammenstoß in Flammen auf, und der Wettstreit des Duos mit Bier und Würstchen um den verbliebenen Buggy beginnt von neuem.

## Wissenswertes
- Die Figur des Psychologen, gespielt von Donald Pleasence, ist an Sigmund Freud angelehnt, den er im Film auch als größtes Vorbild angibt. Unter anderem ist dies in der italienischen Originalfassung auch durch seine deutsche Aussprache und den wiederholten Ausruf „Nein“ erkennbar.

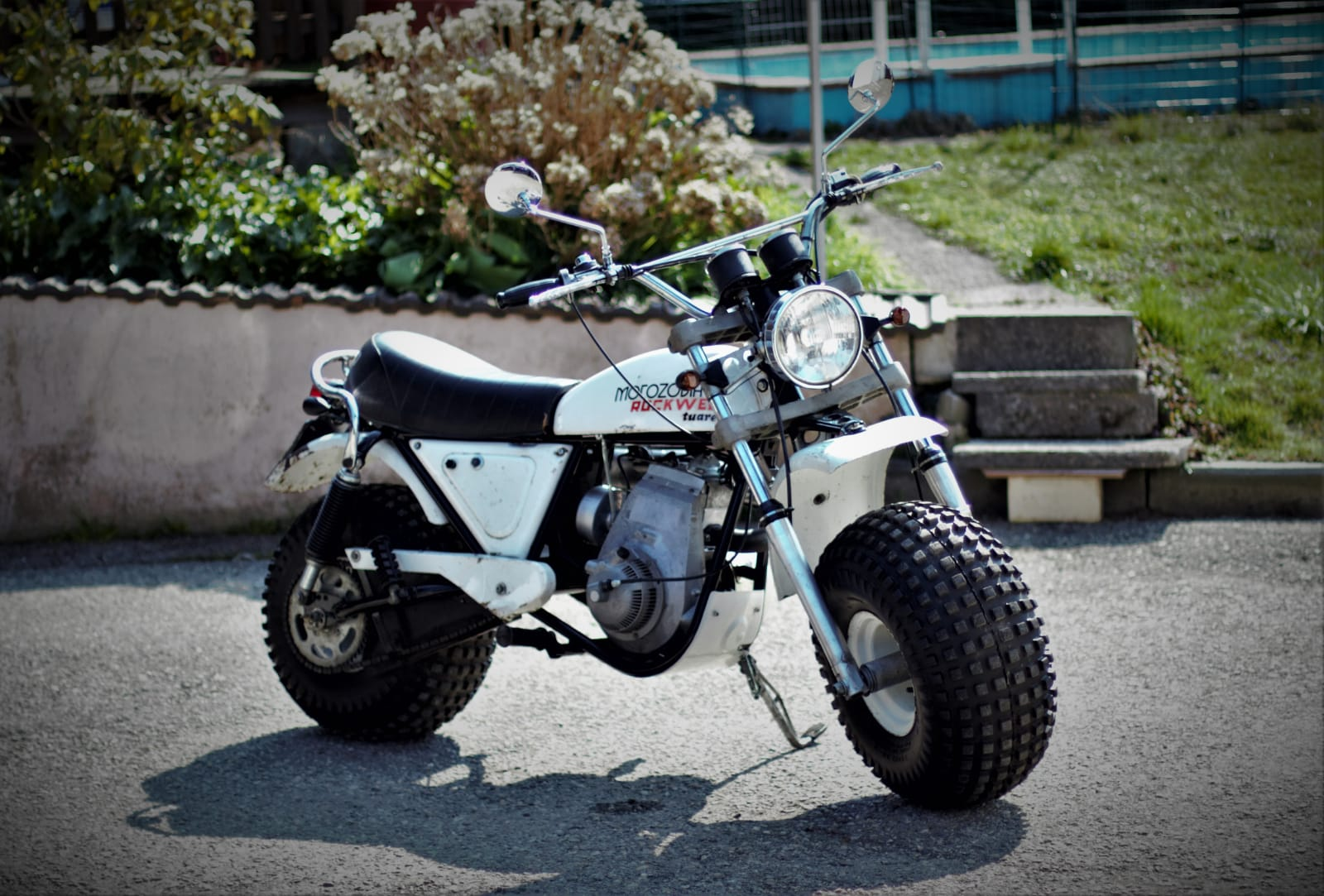
Moto Zodiaco Tuareg 223-2 mit Motor ILO Rockwell 1F250-1

- Das Motorrad, das Terence Hill in dem Film fährt, ist eine Enduro AE 73 des spanischen Herstellers Ossa von 1973 mit 250 cm³ Hubraum. Das von Bud Spencer in dem Film gefahrene Motorrad ist eine Moto Zodiaco Tuareg 223-2, ebenfalls von 1973.

- Der italienische Originaltitel „…altrimenti ci arrabbiamo!“ heißt auf Deutsch übersetzt „… sonst werden wir wütend!“ und ist ein Zitat aus dem Film. In der deutschen Version heißt es allerdings „Wir werden sogar sehr ungemütlich…“ bei 1.22.50 h.

- Im Autocross-Rennen fahren Terence Hill und Bud Spencer jeweils einen Ford Escort. Capris sind an dem Rennen allerdings auch beteiligt.

## Synchronisation
Die Synchronisation wurde von der Deutschen Synchron in Berlin durchgeführt. Karlheinz Brunnemann schrieb das Dialogbuch und ist auch als Sprecher der Rennleitung zu hören.
| Rolle      | Darsteller        | Synchronsprecher |
| ---------- | ----------------- | ---------------- |
| Kid        | Terence Hill      | Thomas Danneberg |
| Ben        | Bud Spencer       | Wolfgang Hess    |
| Boss       | John Sharp        | Martin Hirthe    |
| Der Doktor | Donald Pleasence  | Gerd Martienzen  |
| Attila     | Deogratias Huerta | Heinz Petruo     |
| Liza       | Patty Shepard     | Renate Danz      |
| Dirigent   | Emilio Laguna     | Lothar Blumhagen |

## Hintergründe
- Die Dreharbeiten fanden in Madrid, hauptsächlich neben dem Vicente-Calderón-Stadion und der Brücke Puente de Toledo am Rio Manzanares, und in Rom statt.

- Das Gewehr des Auftragskillers Paganini wird im Film als „Remington Karabiner Typ 7070“ bezeichnet, welches nicht existiert. Es handelt sich um das Modell 700 des deutschen Herstellers Krico.

## Kritiken
„Fade Aneinanderreihung von knochenkrachenden Prügeleien, klamottenhaft statt witzig; ein zerdehntes Jahrmarktsspektakel.“

## Auszeichnungen
Der Film erhielt im Jahr 1975 die Goldene Leinwand.

## DVD- und Blu-ray Veröffentlichung
Der Film erschien am 10. Juni 2004 bei e-m-s new media auf DVD.
2014 erschien der Film in HD-Qualität bei 3L auf Blu-ray. Dafür wurde das italienische Originalnegativ abgetastet.
2017 veröffentlichte universum Film eine verbesserte Version auf Blu-ray, die zusammen mit den Filmen Der Dicke in Mexiko und Wenn man vom Teufel spricht in einer Box erschien.

## Soundtrack
Der Soundtrack zu diesem Film wurde von Oliver Onions komponiert und erschien im Jahre 1974. Die Schallplatte hatte zwei Titel:
1. Dune Buggy (2:42)
2. Across the Fields (4:06)

Der Titel Dune Buggy konnte sich 1974 auf Platz 8 der deutschen Singlecharts und auf Platz 12 der österreichischen Singlecharts platzieren.

## Computerspiel
Für den Commodore Amiga existiert mit „Else we get mad“ ein Computerspiel zum Film. Dieses wurde 2017 von Amigawaves veröffentlicht.

## Remake
Am 23. März 2022 erschien in den italienischen Kinos ein Remake.